# Salvador Piñeiro García-Calderón
Salvador Piñeiro García-Calderón (ur. 27 stycznia 1949 w Limie) – peruwiański duchowny katolicki, arcybiskup metropolita Ayacucho od 2011.

## Życiorys
Święcenia kapłańskie przyjął 6 maja 1973 i został inkardynowany do archidiecezji Lima. Był m.in. wikariuszem ds. duszpasterskich, rektorem miejscowego seminarium, a także wikariuszem generalnym archidiecezji.

### Episkopat
21 lipca 2001 został mianowany biskupem polowym Ordynariatu Polowego Peru. Sakry biskupiej udzielił mu 2 września 2001 kardynał Juan Luis Cipriani Thorne. W latach 2003–2006 pełnił jednocześnie funkcję biskupa pomocniczego diecezji Lurín. Z pełnienia funkcji biskupa polowego zrezygnował w październiku 2012. W latach 2009-2012 był drugim wiceprzewodniczącym Konferencji Episkopatu Peru
6 sierpnia 2011 papież Benedykt XVI mianował go arcybiskupem metropolitą Ayacucho. W latach 2012-2018 był przewodniczącym Konferencji Biskupów Peru.